# Manuel Florencio Mantilla
Manuel Florencio Mantilla Fernández Blanco (Saladas, Corrientes, 25 de julio de 1853 - Buenos Aires, 17 de octubre de 1909) fue doctor en jurisprudencia, asesor municipal, fiscal de Estado, ministro de gobierno, diputado y senador de la Nación Argentina. También fue un destacado periodista, escritor e historiador.

## Su nacimiento y primeros estudios
Nació en la Provincia de Corrientes, en la localidad de Saladas, el 25 de julio de 1853. Hijo de Juan Ramón Mantilla y Avelina Benítez de Arriola, miembros de antiguas familias de la época colonial. 
Recibió su primera educación en la escuela de Mercedes y luego en la ciudad de Corrientes, donde concluyó sus estudios primarios en la Escuela del Convento de San Francisco. 
Luego de quedar huérfano de su padre por la invasión paraguaya a la provincia de Corrientes a los 11 años, fue enviado por su madre a proseguir sus estudios a la Provincia de Santa Fe, bajo el cuidado de los padres jesuitas en el Colegio de la Inmaculada Concepción. 
Más tarde pasó a la Universidad de Buenos Aires a cursar jurisprudencia, donde terminó su carrera en 1873, cuando cumplía 21 años. 
En mérito a ser el alumno con calificaciones más sobresalientes, la facultad le concedió el más alto galardón al que podía aspirar un alumno, consistente en costear la impresión de su tesis. Esta tesis se titulaba “Traición a la patria”.
Egresado en 1874, volvió a Corrientes incorporándose al Partido Liberal en el que militaría hasta su muerte.

## Su vida y su obra
De regreso a su provincia el 4 de mayo de 1874, se inició en el periodismo formando parte del cuerpo de redactores del diario “El Argos”, dirigido por los doctores Emilio Díaz, Daniel Artaza y Manuel Pedevilla (quienes apoyaban la candidatura de Nicolás Avellaneda a la presidencia). Menos de una semana después, el 10 de mayo, compró a Díaz su parte del diario y comenzó a dirigir la redacción.

En un principio, no fue partidario de la candidatura de Avellaneda y tampoco de la de Bartolomé Mitre, ya que simpatizaba por el doctor Manuel Quintana, de quien fue discípulo.
Tampoco simpatizaba con la alianza gobernante en Corrientes, conocida como “El fusionismo”, agrupación política que aglomeraba federales y sectores del liberalismo.
Posteriormente, se sumó al Partido Liberal e inició una intensa tarea de reconstrucción y unificación partidaria. El ambiente de la provincia para ese entonces estaba caldeado. El Argos cambió de tono, se volvió crítico a la gestión del gobernador Gelabert remarcando sus errores aunque sin dejar de reconocerle sus aciertos. 
Comenzó su carrera pública en su provincia en 1875, a los 22 años, siendo nombrado fiscal de Estado, pasando luego a desempeñarse como asesor municipal y a la edad de 25 años fue nombrado ministro de gobierno.
Cuando se acercaba la elección nacional, la provincia estaba dividida en el apoyo a dos candidatos: Juan Vicente Pampín organizó todo para apoyar a Nicolás Avellaneda y Roberto Billinghurst gestionó el apoyo a Mitre. Finalmente Mantilla, a través de las páginas de El Argos, sostuvo el apoyo a la candidatura de Avellaneda (mientras que La Esperanza apoyó la candidatura de Mitre).
El 9 de julio de 1877, fundó el periódico “La Libertad”. 
Al mismo tiempo, colaboró escribiendo en “La Revista Universitaria de Buenos Aires”; “El Orden”, “El Constitucional”; “La Campaña de Corrientes”; “La Nación”, “La Tribuna”; “La Bandera Liberal de Buenos Aires”; “Las Cadenas y la Patria de Corrientes”; “El Sudamericano” y la“Revista Nacional”, entre otros.
Tiempo después, ocupó el cargo de ministro general de gobierno, desde donde contribuyó a la organización del estado provincial durante el gobierno de Felipe Cabral en el año 1878, inaugurando en esa oportunidad el "Consejo Provincial de Educación". 
El 11 de julio de ese año, contrajo matrimonio con Rosalía Pampín, hija del exgobernador Juan Vicente Pampín y Ana Lagraña.
Con 27 años, dio el salto a la escena nacional en 1880 al ser nombrado Diputado de la Nación, pero con el estallido de la Revolución de ese año el Congreso destituyó a los diputados de la mayoría que se resistieron a sesionar, entre ellos a Mantilla.

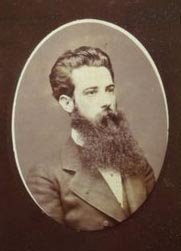
Fotografía de Mantilla en sus primeros años en la actividad pública.

Al regresar a Corrientes, fue apresado y posteriormente desterrado hasta el año 1882. Durante este tiempo de prisión y alejamiento de la vida pública, se dedicó a escribir numerosos ensayos históricos y biográficos.
A pesar de estos años de encarcelamiento y proscripción, su ánimo no decayó lo que se puso de manifiesto cuando, siendo ya Senador, afirmó:

“(…) jamás caminé de rodillas ante los hombres”.

Como historiador e investigador escribió variadas obras, entre las que podemos destacar: “Narraciones”; “La ciudad de Vera”; “Estudios biográficos sobre patriotas correntinos”; “Páginas históricas” y su obra cumbre “Crónica Histórica de la Provincia de Corrientes”. Dejó también algunas obras inéditas como “Historia de los Regimientos Argentinos”. También escribió un sinnúmero de artículos, que se hallan esparcidos en revistas, periódicos y diarios.
En 1884 fue designado jefe del Archivo General de la Nación, desempeñando ese cargo hasta 1893.
Si bien rechazó los reiterados ofrecimientos que se le hicieron para ser gobernador de su provincia, en el año 1894 aceptó su elección por la legislatura correntina para representar a esa provincia en la Cámara de Diputados de la Nación por un período de cuatro años, luego de la insistente presión de varios de sus amigos más cercanos.
Sobre su formación y estilo discursivo, afirma Ángel Acuña:

“(…) leía a Homero y Virgilio en su propio idioma y era devoto absoluto de los “Pensamientos” de Marco Aurelio y para su especialidad parlamentaria, el derecho constitucional, abrevaba de las fuentes de los constitucionalistas norteamericanos, en los que se inspiraron nuestros constituyentes en 1853, para plasmar su ideario en nuestra Constitución Nacional. (…)Si no era Mantilla un orador de tribuna popular porque la selección de su espíritu y lenguaje lo alejaba de los gustos de la multitud, ni un orador académico porque su palabra se encendía con el calor de la convicción y el sentimiento, era un perfecto orador parlamentario.”

Por su parte, el Dr. Juan Balestra dijo respecto de él:

“Mantilla era un constitucionalista formidable, acaso el que mejor exponía la materia en debates parlamentarios.”

Con respecto a su gestión como diputado, se puede destacar el testimonio del Dr. Mariano Drago en la formación de la Comisión de Homenaje a Mantilla en el año 1953:

“Lejos del tipo corriente del diputado provinciano que sólo persigue ventajas para su terruño, con miras a la reelección, Mantilla fue realmente un legislador nacional. Según el viejo símil, el árbol no le impidió ver el bosque. Intervino con eficacia en los debates y concretó en proyectos de ley, iniciativas de progreso. (…) De su actuación en la Cámara recuérdanse entre otros discursos en que impugnó por ser inconstitucionales las leyes de impuestos internos.”

Su actividad intelectual fue vasta. Organizó el Museo Histórico; se vinculó a la Facultad de Filosofía y Letras, desde su fundación en 1896, brindándole su apoyo hasta el día de su muerte; fue miembro fundador de la Junta de Historia y Numismática; miembro del Instituto Geográfico Militar, etc.
Finalizado su mandato como diputado en el año 1898, fue nombrado senador el 2 de mayo de ese mismo año por un período de 6 años siendo juramentado por el general Bartolomé Mitre.
Ese mismo año, al asumir Julio Argentino Roca por segunda vez la presidencia de la República, le ofreció la cartera de Justicia e Instrucción Pública, que Mantilla declinó por haber sido en el pasado adversario del flamante presidente y prefirió mantenerse fiel a sí mismo aún a costa de rechazar el cargo.
En 1901 se fundó la Junta de Historia y Numismática Americana, actual Academia Nacional de la Historia de la República Argentina, siendo Mantilla uno de los miembros fundadores.
Ocupó su cargo en el Senado de la Nación, al lado de figuras relevantes como Bartolomé Mitre, Carlos Pellegrini, Bernardo de Irigoyen, Joaquín V. González y Miguel Cané. 
De su actuación como senador, afirma Drago:

”Joven todavía, pues tenía cuarenta y cinco años, habló con autoridad de asuntos que conocía y fue escuchado con atención por un auditorio de hombres ilustres. En el recinto y en el seno de las comisiones ejerció una influencia benéfica en las funciones ejecutivas del Senado y participó en la discusión de las leyes más importantes de su tiempo.”

Sus iniciativas y comisiones fueron muchas, entre las que se puede destacar la ley N.º 3445, de creación de la hoy denominada Prefectura Naval Argentina, su defensa acérrima de las autonomías provinciales, su lucha por los derechos inalienables a los que jamás deben renunciar las provincias y muchas otras. 

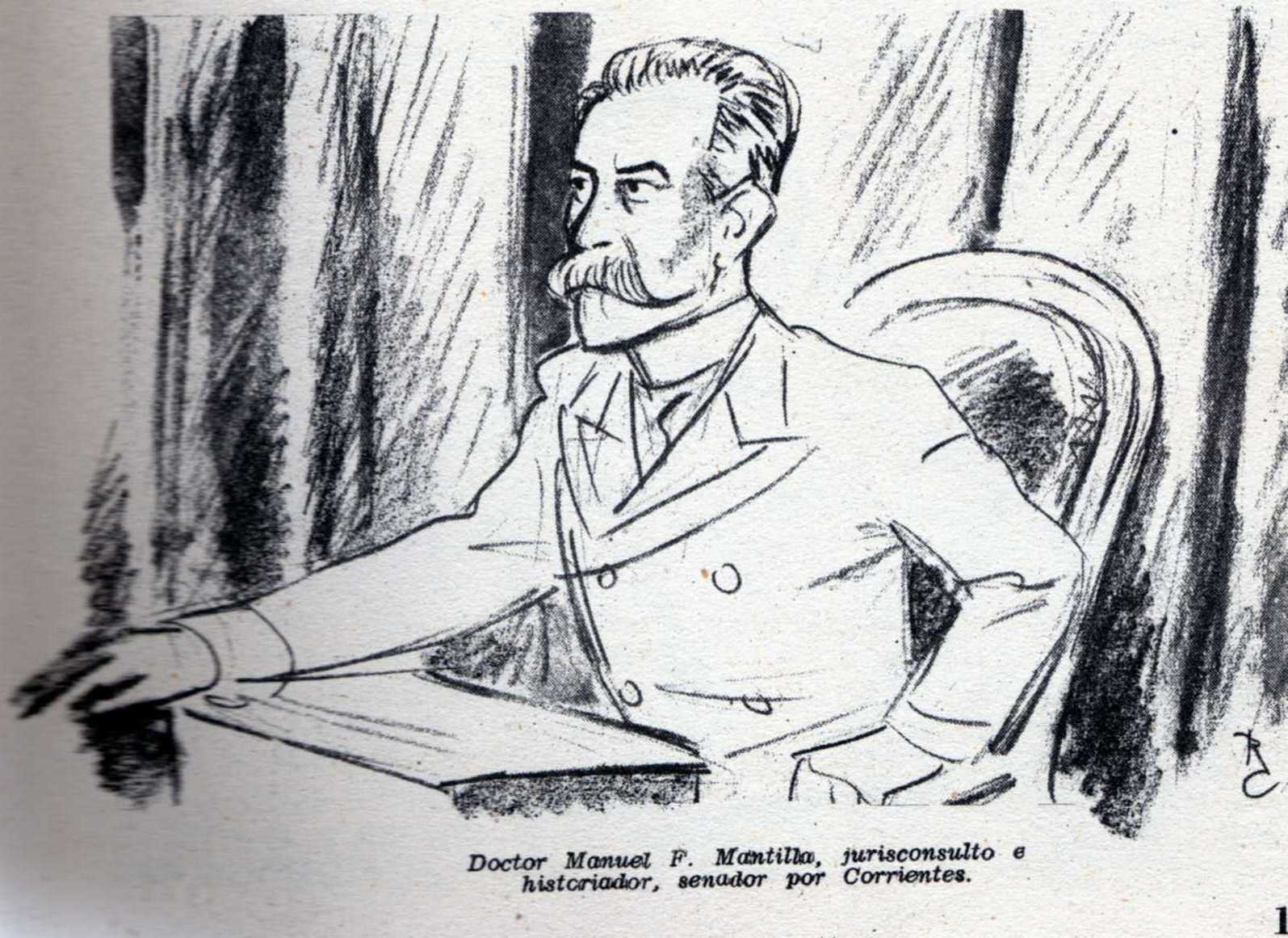
Caricatura de Mantilla en la Revista "Caras y Caretas".

Por eso, el socialista Alfredo Lorenzo Palacios, en uno de sus discursos se refirió a Mantilla como: 

"(...)el gran senador federalista”.

En 1903 fue designado por la Convención de Notables para ocupar el cargo de vicepresidente del futuro gobierno de Manuel Quintana, pero rechazó el nombramiento debido a sus diferencias con el sistema electoral.

Para entender el porqué de su rechazo, es necesario retroceder en el tiempo hasta 1878, cuando se desempeñaba como Ministro del gobernador Felipe J. Cabral. En vísperas de las elecciones, abordó el estudio de la Ley electoral, proponiendo el "voto secreto".

Si bien era un defensor del voto secreto, no era ajeno al hecho de que en ese momento el grado de analfabetismo en el país generaría desigualdades, por lo que afirmaba: 

“(...) aunque era consciente de que había que adoptarlo más adelante, porque en ese instante crearía un predominio de los alfabetos, quedando la mayoría de la población a merced de estos.”

Sin perjuicio de ello, en una circular dirigida a las autoridades de campaña con motivo de la elección de Diputados Nacionales, afirmaba:

"La elección debe ser libre. La autoridad tiene en el acto electoral y antes, la misión de garantir la verdad del sufragio; y todo otro objeto que de a sus facultades, es criminal. Será destituido todo empleado que directa o indirectamente se mezcle en la elección, ya sea en el trabajo como en el votar. (...)El gobierno no ha sido establecido para provecho de los que mandan, sino para felicidad del pueblo. El mandatario es un comisionado del pueblo y le es rebelde, le es traidor, cuando en beneficio propio convierte el mando."

Su actuación descollante en el Senado le valió la reelección en 1904 por un período de nueve años, al que puso fin su muerte repentina el 17 de octubre de 1909.
En 1905 ocurrió un curioso episodio con su maestro y amigo el presidente Manuel Quintana, que pone de manifiesto hasta qué punto respetaba sus convicciones y el sentido honor y las virtudes cívicas.
En cierta oportunidad el presidente llamó al doctor Mantilla, para pedirle que reconsidere su voto en un proyecto de ley, alegando que bastaba su firma al pie de un proyecto, para que sus amigos la respetaran.
Ante esta solicitud, Mantilla respondió:

“De manera que, según usted, ante su firma ¿debemos inclinarnos siempre, pasando por todo, haciendo caso omiso de nuestras ideas, de nuestra conciencia, de nuestra tradición? […] Su firma vale mucho, sin duda; pero yo hombre, yo senador, tengo ideas, tengo convicción, tengo voluntad propia, y por ellas me dirijo; puedo declinar de ellas por deferencia al amigo, algunas veces, dentro de un margen de discreta tolerancia; pero no soy ni seré de los que digan a todo amén porque lleve al pie la firma de Manuel Quintana. Y si no fuese así, Usted no me apreciaría de verdad, no me tendría en el concepto de un hombre digno y de autoridad”.

Murió en plena madurez cuando podían esperarse de él nuevos e importantes servicios a la Nación y a su provincia, a la que tanto amó y a la que consagró un libro justamente alabado, la “Crónica Histórica de la Provincia de Corrientes” que al decir de Ángel Acuña era

“(...)por su estructura científica, la clase y la calidad de la documentación y el espíritu que lo ha presidido viene a ocupar un lugar entre los trabajos orgánicos y de conjunto que hasta ayer correspondió exclusivamente a las obras de Mitre y López”.